# 몽모랑시역
몽모랑시역 (Station Montmorency)은 퀘벡주 라발에 있는 몬트리올 지하철 오렌지 선의 종착역이자 엑소가 운영하는 광역 버스 터미널이기도 하다. 이 역은 오렌지 선이 2007년 4월 28일에 라발로 연장되면서 개통하였다.

## 역 구조
이 역의 특징은 천장이 굉장히 높다는 점이다. 이 역을 설계한 건축가는 파스텔 색의 커다란 기둥으로 역의 천정을 높였다. 역 자체는 상대식 승강장으로 내리는 곳과 타는 곳이 구분되어 있다. 역에는 엘리베이터가 설치되어있으며 노약자, 장애인 등의 교통 약자 등이 이용할 수 있다.
역 밖에는 엑소가 운행하는 몽모랑시 터미널에 라발 교통공사 (Société de transport de Laval, STL) 버스 다수와 엑소 로랑티드 및 테르본/마스쿠시 지역의 광역 버스가 정차한다. 터미널은 총 10개의 승강장으로 이루어져 있으며, 5번 승강장은 하차용으로 쓰인다.
평일 러시 아워에는 몬트리올 북부 지역 주민들이 평일 러시 아워에 지하철을 충분히 이용할 수 있도록 몽모랑시역과 앙리 부라사역에 번갈아 종착한다. 나머지 시간대에는 오렌지 선의 모든 열차가 몽모랑시에 종착한다.

## 역명 유래
역은 몽모랑시 대학 근처에 위치해있는 관계로 대학 이름을 따왔으며, 몽모랑시는 퀘벡의 첫 주교이자 라발섬의 원래 이름이였던 제쥐섬 (Île Jésus)의 소유주였던 프랑수아 드몽모랑시 라발의 이름을 따서 지어졌다. 라발이라는 이름은 여기서 유래하였다.

## 버스 터미널
몽모랑시 터미널 (Terminus Montmorency)은 10개 승강장 규모의 큼직한 버스 터미널로, 내부에는 대합실이 있다. 터미널 건물 안에는 광역교통국 (ARTM) 매표소는 물론 편의점과 카페가 있다. 이 터미널에는 1,342대 규모의 환승 주차 시설이 구비되어 있으며 이중 야외에 있는 608대는 무료이고 실내에 있는 719대는 유료로 운행한다. 이 역에는 또한 마중객 대기장소, 39대 규모의 카풀 주차 공간과 266대의 자전거 거치대, 16대의 장애인 주차 공간이 구비되어 있다. 또한 이 역 주차장에는 몬트리올 지역의 카셰어링 업체인 커뮤노토 전용 주차 공간이 있다.
몽모랑시 터미널에 정차하는 버스는 아래와 같다.

### 라발 교통공사 (STL)
승강장에 "-"로 표시된 버스 노선은 터미널에 진입하지 않고 도로변 정류장에 정차하는 버스이다. 정차 위치는 아래와 같다.
- 42, 63번: 드라브니르 (boul. de l'Avenir)에서 승차
- 60번: 뒤수브니르 (boul. du Souvenir)에서 승차

| 노선 번호 | 노선 명칭                                                        | 노선 명칭                                                                               | 승강장        | 행선지                      | 시간표                      |
| --------- | ---------------------------------------------------------------- | --------------------------------------------------------------------------------------- | ------------- | --------------------------- | --------------------------- |
| 2         | 이른 아침 · 심야 셔틀 버스                                       | Navette Lève-tôt · Couche-tard                                                          | 6             | 행선지                      | 시간표                      |
| 26        | 생트도로테 · 쇼메데이 · 라발데라피드 · 몽모랑시역                | Sainte-Dorothée · Chomedey · Laval-des-Rapides · Métro Montmorency                      | 6             | 행선지                      | 시간표                      |
| 33        | 카르티에역 · 라발데라피드 · 쇼메데이 · 드라콩코드역 · 몽모랑시역 | Métro Cartier · Laval-des-Rapides · Chomedey · Métro De la Concorde · Métro Montmorency | 8             | 행선지                      | 시간표                      |
| 36        | 쇼메데이 · 라발데라피드 · 몽모랑시역                             | Chomedey · Laval-des-Rapides · Métro Montmorency                                        | 3             | 행선지                      | 시간표                      |
| 39        | 오퇴유 · 비몽 · 라발데라피드 · 몽모랑시역 · 쇼메데이             | Autueuil · Vimont · Laval-des-Rapides · Métro Montmorency · Chomedey                    | 3 (남) 6 (북) | 행선지 (남쪽) 행선지 (북쪽) | 시간표 (남쪽) 시간표 (북쪽) |
| 40        | 쇼메데이 · 라발데라피드 · 몽모랑시역                             | Chomedey · Laval-des-Rapides · Métro Montmorency                                        | 9             | 행선지                      | 시간표                      |
| 42        | 생프랑수아 · 뒤베르네 · 드라콩코드역 · 쇼메데이 · 몽모랑시역     | Saint-François · Duvernay · Métro De la Concorde · Chomedey · Métro Montmorency         | -             | 행선지 (동쪽) 행선지 (서쪽) | 시간표 (동쪽) 시간표 (서쪽) |
| 45        | 쇼메데이 · 라발데라피드 · 몽모랑시역                             | Chomedey · Laval-des-Rapides · Métro Montmorency                                        | 9             | 행선지                      | 시간표                      |
| 46        | 라발웨스트 · 생트도로테 · 쇼메데이 · 몽모랑시역                  | Laval-Ouest · Sainte-Dorothée · Chomedey · Métro Montmorency                            | 7             | 행선지                      | 시간표                      |
| 50        | 생뱅상드폴 · 뒤베르네 · 쇼메데이 · 몽모랑시역                    | Saint-Vincent-de-Paul · Duvernay · Chomedey · Métro Montmorency                         | 7 (동) 3 (서) | 행선지 (동쪽) 행선지 (서쪽) | 시간표 (동쪽) 시간표 (서쪽) |
| 56        | 생트도로테 · 쇼메데이 · 몽모랑시역                               | Sainte-Dorothée · Chomedey · Métro Montmorency                                          | 7             | 행선지                      | 시간표                      |
| 60        | 쇼메데이 · 라발데라피드 · 퐁비오 · 카르티에역                    | Chomedey · Laval-des-Rapides · Pont-Viau · Métro Cartier                                | -             | 행선지 (동쪽) 행선지 (서쪽) | 시간표 (동쪽) 시간표 (서쪽) |
| 61        | 파브르빌 · 쇼메데이 · 몽모랑시역                                 | Fabreville · Chomedey · Métro Montmorency                                               | 8             | 행선지                      | 시간표                      |
| 63        | 생트로즈 · 몽모랑시역 · 쇼메데이 · 라발데라피드 · 카르티에역     | Sainte-Rose · Métro Montmorency · Chomedey · Laval-des-Rapides · Métro Cartier          | -             | 행선지 (남쪽) 행선지 (북쪽) | 시간표 (남쪽) 시간표 (북쪽) |
| 65        | 생트로즈 · 쇼메데이 · 라발데라피드 · 몽모랑시역                  | Sainte-Rose · Chomedey · Laval-des-Rapides · Métro Montmorency                          | 8             | 행선지                      | 시간표                      |
| 70        | 몽모랑시역 · 쇼메데이 · 비몽 · 퐁비오 · 카르티에역               | Métro Montmorency ·Chomedey · Vimont · Pont-Viau · Métro Cartier                        | 6             | 행선지                      | 시간표                      |
| 76        | 생트도로테 · 라발쉬르락 · 라발웨스트 · 파브르빌 · 몽모랑시역     | Sainte-Dorothée · Laval-sur-le-Lac · Laval-Ouest · Fabreville · Métro Montmorency       | 9             | 행선지                      | 시간표                      |
| 360       | 몽모랑시역 · CF 카르푸 라발 · 상트로폴리스 · 상트르 라발         | Métro Montmorency · CF Carrefour Laval · Centropolis · Centre Laval                     | 8             | 행선지                      | 시간표                      |
| 903       | 생트도로테 · 쇼메데이 · 라발데라피드 · 몽모랑시역 급행           | Express Sainte-Dorothée · Chomedey · Laval-des-Rapides · Métro Montmorency              | 7             | 행선지                      | 시간표                      |
| 942       | 생프랑수아 급행                                                  | Express Saint-François                                                                  | 9             | 행선지                      | 시간표                      |

### 엑소 로랑티드 (CITLA)
400번 몽모랑시 / 두몽타뉴 급행은 두몽타뉴선 광역급행철도 공사 관계로 통근 열차가 운행하지 않는 시간대에 임시로 운행하고 있는 급행 버스이다.
| 노선 번호 | 노선 명칭                      | 노선 명칭                                  | 승강장 | 행선지 | 시간표 |
| --------- | ------------------------------ | ------------------------------------------ | ------ | ------ | ------ |
| 8         | 생퇴스타슈 - 라발 (몽모랑시역) | Saint-Eustache - Laval (métro Montmorency) | 10     | 행선지 | 시간표 |
| 9         | 생제롬 - 라발                  | Saint-Jérôme - Laval                       | 4      | 행선지 | 시간표 |
| 59        | 부와브리앙 - 라발 (몽모랑시역) | Boisbriand - Laval (métro Montmorency)     | 10     | 행선지 | 시간표 |
| 400       | 몽모랑시 / 두몽타뉴 급행       | Express Montmorency / Deux-Montagnes       | -      | 행선지 | 시간표 |

### 엑소 테르본/마스쿠시 (MRCLM)
| 노선 번호 | 노선 명칭                              | 노선 명칭                                        | 승강장 | 행선지 | 시간표 |
| --------- | -------------------------------------- | ------------------------------------------------ | ------ | ------ | ------ |
| 19        | 테르본 - 몽모랑시 터미널               | Terrebonne - Terminus Montmorency                | 1      | 행선지 | 시간표 |
| 19G       | 테르본 - 시네마 구조 - 몽모랑시 터미널 | Terrebonne - Cinéma Guzzo - Terminus Montmorency | 2      | 행선지 | 시간표 |

## 근처 명소
- CÉGEP 몽모랑시
- 상트르 라발
- 플라스 벨
- 몬트리올 대학교 라발 캠퍼스
- 라발 예술의 전당

## 인접한 역
| 오렌지 선                      | 오렌지 선 | 오렌지 선 |
| ------------------------------ | --------- | --------- |
| 드 라 콩코르드 코트베르튀 방면 | 오렌지 선 | 시·종착역 |